# Моле (соус)
Мо́ле (исп. mole) — острый соус мексиканской кухни из нескольких видов перцев (чили анчо, чили мулата, чили пасилья), а также часто блюда, готовящиеся на основе одноимённого соуса. Слово происходит из ацтекского языка науатль, где «mōlli», означает «соус». За пределами Мексики очень часто это слово относится только к одной разновидности моле — моле поблано (то есть «из Пуэблы»), хотя в самой Мексике слово «моле» может обозначать ряд блюд, довольно несхожих между собой.
Моле особенно популярен в центральной и южной части страны, а его самые известные разновидности — моле из Пуэблы (mole poblano), моле из Оахаки или чёрный моле (mole negro), а также зелёный моле (mole verde). При этом, существуют десятки других разновидностей моле (коричневый, красный, жёлтый), каждый — со своими особыми ингредиентами.

## Приготовление
Паста или порошок, получившиеся после перемалывания ингредиентов смешивается с водой, или, чаще, с бульоном и варится на медленном огне до приобретения вязкой, очень концентрированной консистенции. Все это делается в большой кастрюле или глиняном котле и постоянно перемешивается, чтобы избежать пригорания. Подаётся, как правило, с птицей или свининой.
Разные виды моле могут готовиться заранее в виде порошка-полуфабриката и затем продаваться. Приготовленный соус моле может храниться три дня в холодильнике, также может подвергаться заморозке. Паста-полуфабрикат может храниться 6 месяцев в холодильнике и около года — в морозильной камере
В деревнях и маленьких городках Мексики моле ещё делают из свежеприготовленных ингредиентов. Но так как это довольно трудоемкий процесс, в крупных городах хозяйки давно перешли на соусы моле из супермаркета.

## Разновидности

### Моле поблано
Самым интересным ингредиентом этого соуса является шоколад или какао. По одной версии, соус моле поблано изобрели в XVIII веке в женском католическом монастыре Санта Роса мексиканского города Пуэбла. Монахини возродили рецепт древнего индейского соуса, который изначально содержал несколько видов перца. А от себя добавили интересные ингредиенты: шоколад, корицу, кунжут, арахис и др. (их количество доходит до 20). И подавали его с жареной индейкой. Так появился соус моле из Пуэблы, который считается «великим мексиканским блюдом». Существует и такой вариант: когда монахини услышали о том, что к ним с визитом едет архиепископ, началась паника, так как высокого гостя нужно было чем-нибудь угостить. Но монастырь был беден и деликатесами не располагал. Монахини помолились и собрали вместе все, что было у них в закромах: перцы чили, специи, зачерствевший хлеб, орехи и немного шоколада. Затем они приготовили свою единственную старую индейку положили соус сверху. Архиепископу блюдо понравилось, и он спросил у монахини, как называется блюдо, на что она ответила: «Я приготовила моле» (так в те времена называлась любая мешанина или смесь).
Другая версия этой же легенды связывает моле поблано с монахом по имени брат Паскуаль, который совершенно случайно придумал это блюдо, чтобы угостить архиепископа Пуэблы (или даже вице-короля Хуана Палафокс и Мендосу (Juan de Palafox y Mendoza). Специи якобы случайно упали в горшок, где готовилась индейка. В наши дни моле поблано из индейки делают преимущественно на Рождество, а во все остальные дни используют курицу.

### Моле негро
Чёрный моле темнее, чем моле из Пуэблы, и при этом, такой же густой и имеет насыщенный вкус. Он тоже имеет в составе шоколад, чили, лук, чеснок, а также другие ингредиенты, но то, что его действительно делает особенным, это добавление пряной травы «священный лист» (Piper auritum).

### Моле верде
Зелёный моле (mole verde) — всегда свежеприготовленный, в его состав входят зелёные помидоры, лук-латук, а также травы региона, которые и придают ему зелёный цвет.

## Фестивали моле
Чтобы популяризировать региональные разновидности моле, в разных регионах Мексики правительством были организованы местные праздники и ярмарки моле. Один из самых крупных — Национальный Праздник Моле (Feria Nacional del Mole), который возник в 1977 году в городе Сан Педро Атокпан (San Pedro Atocpan), и проводится там ежегодно, в октябре. Этот небольшой город считается одной из «столиц моле». В 1940 году святой отец Дамиан Сатрес Сан Роман был назначен приходским священником в Сан Педро. Приехав в поселок, он стал популяризировать производство и продажу моле среди местного населения, чтобы увеличить занятость населения. Сначала производство порошка было ручным, затем стали использоваться электрические мельницы. Когда одна из семей отправилась со своим моле на известный рынок сельскохозяйственной продукции Ла Мерсед, в Мехико, соус получил большой успех. В 1970 гг. появился небольшой кооператив, который затем организовал ресторан «Las Cazuelas». Именно в нём прошла первая выставка моле. Производство моле стало расти. Тщательность и сохранение традиции в изготовлении моле сделали местный соус популярным, а городок стал известен в Мехико, как место его производства. В наши дни Сан Педро Атокпан производит 60 % соусов моле, потребляемых в стране и 89 % всех соусов моле, потребляемых в Мехико, в объёме, который колеблется от 28 до 30 тысяч тонн ежегодно. 92 % населения Сан Педро заняты в сфере производства порошков и пасты моле, все они зарабатывают себе на жизнь в семейном бизнесе.
Фестиваль Моле Поблано проходит по всей стране в июне с 1991 года при сотрудничестве с Национальной палатой ресторанной и сезонной пищевой промышленности. В течение всех воскресений этого месяца проводятся выставки, художественные мероприятия, гастрономические мастер-классы и конкурс El Mejor Mole, популярное мероприятие среди жителей Пуэблы, которое проводится в окрестностях столицы и муниципалитетов. Основным местом встречи является Санта-Роза.